# Torvaldo és Dorliska
Torvaldo és Dorliska (olaszul Torvaldo e Dorliska) Gioachino Rossini kétfelvonásos operája. Szövegkönyvét Cesare Sterbini írta Jean-Baptiste Louvet de Couvrai Les amours du chevalier de Faubles című műve alapján. Ősbemutatójára 1815. december 26-án került sor a római Teatro Valle operaházban. Rossini kevéssé ismert és ritkán játszott művei közé tartozik, ami nem jelenti azt, hogy ne bővelkedne gyönyörű részletekben.

## Szereplők
| Szereplő             | Hangfekvés   |
| -------------------- | ------------ |
| Torvaldo             | tenor        |
| Dorliska, a felesége | szoprán      |
| Ordow grófja         | basszus      |
| Giorgio, várkapitány | bariton      |
| Carlotta, a felesége | mezzoszoprán |
| Ormondo              | basszus      |

## Keletkezése, fogadtatása
Rossini hosszabb nápolyi tartózkodása közben két operát írt a római közönség számára: a Torvaldo és Dorliska c. dramma semiseriót (félkomoly drámát), amelyet az utókor elfeledett, és  A sevillai borbély című vígoperát, amely a legismertebb műve. Az 1815. december 26-án a római Teatro Valle operaházban bemutatott nagy bukás volt. Sokan a gyengécske librettót hibáztatják, mások szerint a zene nem túl ihletett. Stendhal szerint bármelyik átlagos zeneszerző büszke lehetne a műre, és csak azért tartják gyengének, mert Rossini nem átlagos zeneszerző. A gyengécske kezdés ellenére többször bemutatták, játszották Berlinben,  Bécsben, Drezdában, Madidban és Párizsban, ahol a kor legnagyobb énekesnője, Maria Malibran énekelte Dorliska szerepét. Később a darabot teljesen elfeledték, napjainkban fedezték fel újra.

## Cselekmény

### Első felvonás
Valahol Észak-Európában Giorgio, Ordow kastélyának őre a többi szolgával együtt várja zord és hirtelen haragú uruknak,  a Hercegnek a hazatértét titokzatos éjszakai kalandozásából. Amint Giorgio és kórus távozik, belép a Herceg, aki azért dühös, mert – bár megölte szerelmi riválisát – nem sikerült megszerezni zsákmányát. Miután néhány szót váltott Giorgióval, Ormondo fegyveres őrök kórusát vezeti be, és Herceg megparancsolja nekik, hogy azonnal folytassák a kutatást. Miután mindenki elhagyja a színpadot, megjelenik Dorliska, még sokk alatt a történtektől és kifáradva az éjszakai bolyongástól. Bekopog a kapun, majd a kaput kinyitja Carlotta, Giorgio testvére, és behívja Dorliskát. Csatlakozik hozzájuk Giorgio, aki időközben rájött arra, merre járt a Herceg az éjszaka: rajtaütésen vett részt, amely egy halottat és egy sebesültet eredményezett. Elítéli ura tetteit, és azon töri a fejét, hogy bejelentést tegyen a hatóságoknál, amikor megpillantja a kimerült Dorliskát Carlotta kíséretében. A lány elmeséli neki, hogy lengyel származású, és hogy tegnap, Torvaldóval kötött házassága után megtámadta őt egy férfi, aki korábban udvarolt neki és akit ő korábban többször elutasított. Giorgio rögtön sejti, hogy a férfi a Herceg lehet, és elárulja Dorliskának, hogy épp az ő várában keresett menedéket. A lány menekülőre fogná, de a Herceg épp akkor lép be, megörül, hogy láthatja, és egy drámai szóváltásban felfedi, hogy ő ölte meg Torvaldót, és megparancsolja Giorgionak és Carlottának, hogy vigyázzanak a lányra. Eközben Torvaldo, aki megmenekült a Herceg rajtaütéséből, eléri a kastély kapuját. Megtudta, hogy jegyese Ordow kastélyának foglya, és ki akarja szabadítani. Pásztornak öltözik, kopog a kapun, amelyet Giorgio nyit ki, először azt állítja, hogy levelet hozott Dorliskának a haldokló Torvaldótól, de aztán – felismerve Giorgio megbízhatóságát – elárulja, ki is ő valójában és beavatja tervébe. A Herceg megjelenik, és számon kéri Giorgión, ki ez a jövevény. Az állítólagos pásztor megmutatja a Hercegnek a levelet, amelyben Torvaldo végakaratával arra kéri Dorliskát, hogy menjen feleségül a Herceghez. A Herceg e váratlan fordulattól felbátorodva arra kéri a pásztort, hogy ő maga kézbesítse a levelet. Miközben ők hárman bemennek a kastélyba, Ormondo a helyzet és ura sorsa miatt aggódik. Eközben a kastélyban Carlotta igyekszik megnyugtatni Dorliskát, akin mély reménytelenség lesz úrrá. Csatlakozik hozzájuk a Herceg, Torvaldo és Giorgio, akik mind együtt éreznek a lánnyal, különböző okok miatt. A Herceg közelebb húzódik hozzá, Giorgio is, aki átadja a levelet: amint Dorliska elolvassa, elájul. Amikor Torvalo is megszólal, Dorliska felismeri férje hangját, és örömsikoly hagyja el ajkát. A Herceg átlátja a helyzetet, hívja Ormondót és a kórust, és megparancsolja Torvaldo letartóztatását.

### Második felvonás
A kastély börtönében Giorgio és szolgák elhatározzák, hogy a törvény kezére adják urukat. Torvaldo, akit ebben a börtönben őriznek, csatlakozik hozzájuk. Azért könyörög Giorgiohoz, hogy védje meg Dorliskát. A kastély egyik szobájában a Herceg átgondolja a helyzetet, és elhatározza, hogy személyesen beszél Dorliskával. Giorgioval magához hívatja, és bár a Herceg agresszívan beszél Dorliskával, ő szintén határozottan válaszol a zsarnok fenyegetéseire. A férfi távozása után Dorliska és Carlotta marad a színpadon, és igyekeznek meggyőzni Giorgiót, hogy ne engedelmeskedjen ura parancsának, mely szerint senki sem mehet Torvaldo cellájának közelébe. Megszerzik a kulcsot, és Carlotta már vezetné is Dorliskát férje cellájához. De a Herceg visszatér, kéri a kulcsokat Giorgiótól. Giorgio megvallja, hogy a kulcsok nincsenek nála. A Herceg őrjöng, és magával vonszolja Giorgiót a cellákhoz. Eközben Torvaldo igyekszik megnyugtatni Dorliskát, szerinte közel a megoldás. Carlotta észreveszi, hogy a Herceg közeledik: őrjöngve fenyegetőzik, hogy megöli őket, de abbahagyja, amint meghallja a félrevert harang hangját. Ormondo megérkezik az őrökkel, és elmondja, hogy a nép felkelt a Herceg ellen, és el akarja foglalni a kastélyt. Ordow indul megtámadni a felkelőket, Ormondóra bízza a rabok őrzését. Ormondo nem engedelmeskedik a parancsnak,  és megadja magát Giorgiónak. Ezalatt a Herceget lefegyverezik, Torvaldo és a katonák elfogják. A Herceg dühöng, majdnem eszét veszti, és áldozatait azzal vádolja, összeesküdtek ellene, végül letartóztatják és elvezetik. Az opera a öröm s béke hangjaival ér véget.

## Felvételei
- Az egyik első CD-felvételen Massimo De Bernart vezényli az Orchestra Radiotelevisione Svizzera Italiana-t azon a felvételen, amelyen Stefano Antonucci, Ernesto Palacio, Mauro Buda és Fiorella Pediconi énekel.
- A Naxos felvételén Alessandro de Marchi vezényli a brnói Cseh Kamaraszólistákat, a főbb szerepeket  Michele  Bianchini, Paola Cigna Castellano, Huw Rhys-Evans, Mauro Utzeri éneklik. A felvétel három   2003-as, élő, Rossini in Wildbad Festival-előadásból készült.
- Az eddig megjelent első és egyetlen DVD-felvételen  Victor Pablo Pérez vezényli az Orchestra Haydn di Bolzano e Trentót. A főbb szerepeket Darina Takova, Michele Pertusi, Francesco Meli és Bruno Praticó  énekli. A felvétel Rossini Operafesztivál előadásának alapján készült, és CD-n is megjelent.